# The Legend of Zelda: The Wind Waker HD
The Legend of Zelda: The Wind Waker HD ist ein Action-Adventure-Videospiel, das im Oktober 2013 für die Heimkonsole Wii U erschienen ist. Es handelt sich dabei um eine Neuauflage des erstmals 2002 veröffentlichten GameCube-Spiels The Legend of Zelda: The Wind Waker.
Das im Januar 2013 erstmals angekündigte The Wind Waker HD wird vom japanischen Spielkonsolenhersteller Nintendo veröffentlicht und stammt von der Abteilung Entertainment Analysis & Development. Spielprinzip und Handlung des Spiels gleichen dem des Originals. Neben überarbeiteter Grafik bietet die Neuauflage laut Entwickler Anpassungen und Optimierungen im Detail.
The Wind Waker HD erhielt überwiegend positive Kritiken.

## Spielbeschreibung

### Handlung und Spielprinzip
Die Handlung von The Wind Waker HD gleicht der des Originals. Der Protagonist Link lebt auf Präludien, einer Insel auf einem großen Ozean. Früher befand sich dort das Königreich Hyrule, das Jahrhunderte vor der Spielhandlung jedoch überflutet wurde. Die Handlung beginnt, als Links Schwester Aril von einem sehr großen Vogel, dem Maskenkönig, in die Verwunschene Bastion entführt wird. Um seine Schwester zu retten, schließt sich Link einer Gruppe um die Piratin Tetra an und bereist mit Hilfe eines sprechenden Bootes namens Roter Leuenkönig den Ozean. Später stellt sich heraus, dass Tetra in Wahrheit Prinzessin Zelda ist, hinter der der Bösewicht Ganondorf her ist.
Die Grafik des Spiels ist im Cel-Shading-Stil gehalten.

### Änderungen gegenüber dem Original
Wie der Produzent des Spiels mitteilte, wurde The Wind Waker HD gegenüber dem Originalspiel in einigen Detailaspekten abgeändert. So wurde die Steuerung auf das Wii U GamePad angepasst. Auch die Bewegungssteuerung, die der Controller ermöglicht, kommt zum Einsatz, ebenso das soziale Netzwerk Miiverse. Weitere Anpassungen verbessern laut Aonuma das Tempo des Spiels.
Neue Spielinhalte in Form von zusätzlichen, im Original nicht enthaltenen Dungeons gibt es jedoch nicht.

## Entwicklung

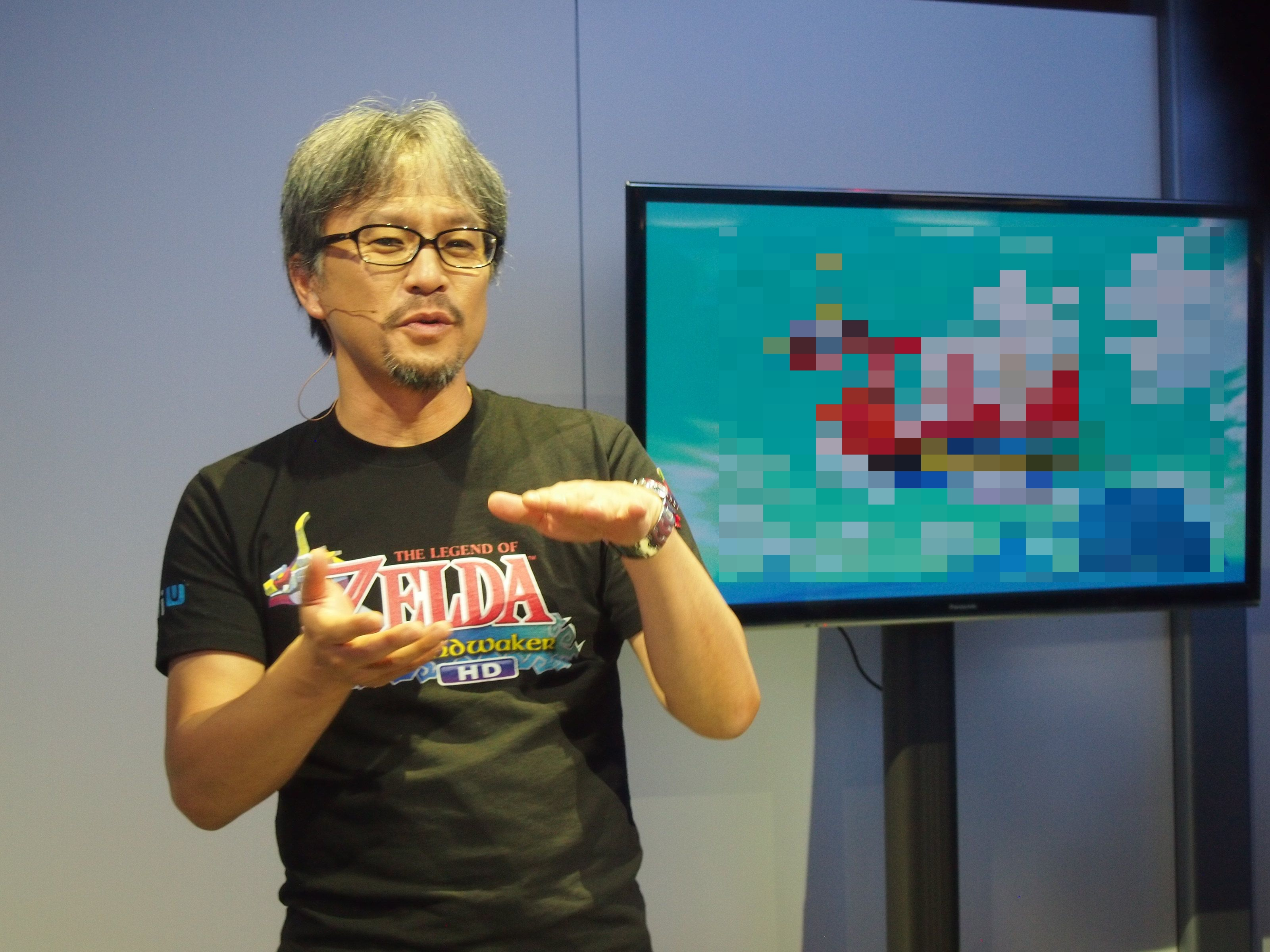
Der Produzent Eiji Aonuma stellt The Wind Waker HD auf der E³ 2013 vor.

### Entwicklungsprozess
The Wind Waker HD wurde vom Zelda-Team entwickelt, dem Software Development Department 3 der Nintendo-Abteilung Nintendo Entertainment Analysis & Development (EAD). Als Produzent fungiert Eiji Aonuma. Als das Team mit den Entwicklungsarbeiten von The Legend of Zelda: Breath of the Wild begann, stand es vor vielen neuen Möglichkeiten, da die Wii U als erste Nintendo-Konsole HD-Grafiken ermöglicht. Daher experimentierte das Team zunächst mit verschiedenen HD-Grafikstilen. Dazu setzte man vorherige Serienableger wie Twilight Princess oder Skyward Sword testweise in HD um. Erst die Resultate einer HD-Version von The Wind Waker konnten das Team jedoch voll überzeugen. Daher schlug Aonuma vor, die HD-Fassung weiterzuentwickeln und auf den Markt zu bringen.
Parallel zu The Wind Waker HD arbeiteten Aonuma und sein Team an The Legend of Zelda: A Link Between Worlds für Nintendo 3DS sowie an einem neuen Zelda für die Wii U. Aonuma zufolge diente The Wind Waker HD dem Entwicklerteam gewissermaßen als Testgelände, um neue Möglichkeiten auf der Wii U zu erproben und mit der Technik der Konsole vertraut zu werden. Diese Erfahrung soll in das komplett neue Spiel eingehen. Nach der Vollendung von The Wind Waker HD stieß das Team zu den Entwicklern des neuen Titels hinzu.
Die Entwicklung von The Wind Waker HD dauerte insgesamt sechs Monate an. Die EAD wurde bei den Arbeiten von externen Unternehmen unterstützt, die hauptsächlich für die hochauflösenden Texturen verantwortlich waren.

### Ankündigung
Am 23. Januar 2013 kündigte Eiji Aonuma während einer Nintendo-Direct-Webshow The Wind Waker HD an und zeigte erste Screenshots des Spiels. Im Rahmen der im Juni 2013 stattgefundenen Spielemesse E3 2013 stellte Nintendo einen ersten Trailer zum Spiel vor. Messebesucher konnten das Spiel bereits antesten.

## Technisches
Wie beim Originaltitel basiert die Grafik auf Cartoon-Stil in Kombination mit Cel-Shading. Kreaturen haben meistens überproportional große Köpfe, während die Landschaft wenig detailliert ist. In der Umgebung sind meist intensive Farbkontraste, weshalb auch die Übergänge zwischen einzelnen Objekten nicht fließend sind.
In der Neuauflage wurde die Auflösung von 480p auf 1080p verbessert. Auch wurden neue Beleuchtungseffekte hinzugefügt. Deshalb werfen nun alle Objekte einen Schatten und sind selbst auch etwas schattiert.
Außerdem bietet das Spiel einen unkomprimierten 5.1 PCM Surround Sound.
Die digitale Fassung des Spiels beläuft sich in der Größe auf etwa 2,6 GB.

## Veröffentlichung
The Wind Waker HD erschien zunächst am 26. September 2013 in Japan. Es folgten Nordamerika und Europa, wo das Spiel am 4. Oktober herausgebracht wurde. In Australien kam das Spiel einen Tag später auf den Markt.
Am 4. Oktober brachte Nintendo ein Bundle bestehend aus einer Wii-U-Konsole im The-Wind-Waker-Design sowie einem Downloadcode zum Spiel auf den Markt.
Während der ersten Woche auf dem japanischen Markt wurden etwa 30.000 Einheiten von The Wind Waker HD verkauft, wie das Marktforschungsunternehmen Media Create mitteilte. Damit belegte das Spiel den siebten Platz der wöchentlichen Japan-Charts; es legte das schlechteste japanische Debüt aller Zelda-Spiele ab. Bis zum 31. März 2019 konnte sich das Spiel 2,3 Millionen Mal verkaufen.

## Rezeption
Auf Metacritic hat The Wind Waker HD eine Durchschnittswertung von 90/100. Bei GameRankings beträgt die durchschnittliche Wertung für das Spiel 91,08 %; laut der Seite befindet es sich auf Platz 6 der am besten bewerteten Wii-U-Spiele.